# Hercule et le Royaume oublié
 (mars 2025).
Si vous disposez d'ouvrages ou d'articles de référence ou si vous connaissez des sites web de qualité traitant du thème abordé ici, merci de compléter l'article en donnant les références utiles à sa vérifiabilité et en les liant à la section « Notes et références ».
Série Hercule
Hercule et les Amazones
(1994) Hercule et le Cercle de feu
(1994)
Pour plus de détails, voir Fiche technique et Distribution.
Hercule et le Royaume oublié (Hercules and the Lost Kingdom) est un téléfilm américain réalisé par Harley Cokeliss.

## Synopsis
Héra règne sans partage sur la cité perdue de Troie. Les habitants de la ville n'ont plus qu'un seul espoir : seul Hercule saura les délivrer du joug de la terrible déesse. En chemin, le demi-dieu sauve la jeune Deianeira d'une mort certaine.

## Fiche technique
- Titre original : Hercules and the Lost Kingdom
- Réalisation : Harley Cokeliss
- Scénario : Christian Williams
- Durée : 84 minutes
- Pays :  États-Unis,  Nouvelle-Zélande
- Date de sortie[1] :
  -  États-Unis : 2 mai 1994
  -  France : 2 décembre 1995 sur TF1

## Distribution
- Kevin Sorbo (VF : Jérôme Keen) : Hercule
- Renée O'Connor (VF : Marie-Laure Dougnac) : Deianera
- Anthony Quinn (VF : Henry Djanik) : Zeus
- Robert Trebor (VF : Michel Prud'homme) : Waylin
- Elizabeth Hawthorne : Omphale
- Eric Close : Telamon
- Gilbert Goldie : Nevus
- Onno Boelee : Gargan le géant
- Nathaniel Lees : Le prêtre bleu

 Source et légende : version française (VF) sur RS Doublage